# Campeonato Catarinense de Futebol de 2020 - Série B
O Campeonato Catarinense de Futebol de 2020 - Série B foi a 34ª edição do segundo nível do futebol catarinense. Realizada e organizada pela Federação Catarinense de Futebol, a competição foi disputada por dez clubes entre outubro e dezembro.
Os promovidos à elite do Catarinense de 2021 e o rebaixado à Série C de 2021 foram conhecidos apenas na última rodada da competição. O Hercílio Luz confirmou o acesso ao bater o Metropolitano em casa por 2-0, ficando com a melhor colocação da fase inicial, e garantindo vaga na final. O Metropolitano, apesar da derrota para o Hercílio Luz, também garantiu o acesso. O time de Blumenau ficou empatado em número de pontos e saldo de gols com o Barra-SC, mas venceu em gols prós: 20 a 11. Outro clube que também garantiu acesso e a vaga na decisão contra o Hercílio Luz foi o Próspera, ao bater o Navegantes, fora de casa por 1-0, encerrando assim, um jejum de 13 anos sem disputar a principal divisão catarinense. O Navegantes acabou rebaixado.

## Equipes participantes
| Equipe             | Cidade             | Em 2019       | Estádio                              | Capacidade | Títulos               |
| ------------------ | ------------------ | ------------- | ------------------------------------ | ---------- | --------------------- |
| Barra-SC           | Balneário Camboriú | 7°            | Hercílio Luz                         | 6 010      | 0                     |
| Caçador            | Caçador            | 1° (Série C)  | Carlos Alberto Neves                 | 6 500      | 0                     |
| Camboriú           | Camboriú           | 5º            | Roberto Santos Garcia                | 3 300      | 1 (2011)              |
| Fluminense-SC      | Joinville          | 6º            | Arena Joinville                      | 20 160     | 0                     |
| Guarani de Palhoça | Palhoça            | 8º            | Estádio Renato Silveira              | 2 081      | 2 (2003 e 2012)       |
| Hercílio Luz       | Tubarão            | 10º (Série A) | Aníbal Costa                         | 3 570      | 0                     |
| Inter de Lages     | Lages              | 4º            | Vidal Ramos Júnior                   | 4 681      | 3 (1990, 2000 e 2014) |
| Metropolitano      | Blumenau           | 9° (Série A)  | Hermann Aichinger                    | 3 000      | 1 (2018)              |
| Navegantes         | Navegantes         | 1° (Série B)* | Estádio Municipal Valério Gomes Neto | 1 250      | 0                     |
| Próspera           | Criciúma           | 9º            | Mário Balsini                        | 4 500      | 0                     |

 *O Navegantes jogava com o nome de Almirante Barroso, pois era um clube fênix deste, em uma parceria feita com o antigo Almirante Barroso. Para 2020 a parceria foi desfeita e o clube retomou seu nome original de Navegantes Esporte Clube. 

## Fórmula de disputa
O Campeonato Catarinense da Segunda Divisão de 2020 foi disputado por 10 equipes participantes em duas fases distintas. Na primeira fase classificatória as equipes se enfrentaram em turno único, onde ao final os dois mais bem colocados, disputaram a final, em sistema de ida e volta e o terceiro colocado classifica-se a primeira divisão do campeonato estadual do próximo ano juntamente com o campeão e o vice-campeão. O último colocado da primeira fase será rebaixado para a terceira divisão do estadual de 2021.

### Critérios de desempate
Na fase de pontos corridos, em caso de igualdade na pontuação, são critérios de desempate: 

1) mais vitórias; 

2) melhor saldo de gols; 

3) mais gols pró; 

4) confronto direto; 

5) menos cartões vermelhos; 

6) menos cartões amarelos; 

7) sorteio. 

## Final
O time de melhor campanha na classificação geral tem o direito do mando de campo na segunda partida da final.

### Partida de ida
| 16 de dezembro | Próspera | 0 – 0 | Hercílio Luz | Estádio Mário Balsini, Criciúma                             |
| 16:00          |          |       |              | Público: Portões Fechados Árbitro: SC Diego da Costa Cidral |

| Próspera | Hercílio Luz |

### Partida de volta
| 20 de dezembro | Hercílio Luz | 0 – 2 | Próspera                         | Estádio Aníbal Torres Costa, Tubarão                                        |
| 16:00          |              |       | 2' Jessé · 90+2' Gabriel Alagoas | Público: Portões Fechados Árbitro: SC Fernando Henrique de Medeiros Miranda |

| Hercílio Luz | Próspera |

## Premiação
| Campeão da Série B do Campeonato Catarinense de 2020 |
| ---------------------------------------------------- |
| Próspera Campeão (1º título)                         |

## Artilharia
Atualizado em 20 de dezembro de 2020.
| Gols | Jogador      | Time           |
| ---- | ------------ | -------------- |
| 6    | Gabriel      | Inter de Lages |
| 5    | Gustavo      | Metropolitano  |
| 5    | Marcus Índio | Camboriú       |
| 4    | Ebere        | Fluminense-SC  |